# 彭賢庭
彭賢庭（1990年12月5日—），桃園人，台灣棒球選手，位置原為游擊手，後轉任投手。為平鎮高中棒球隊出身，曾擔任文化大學棒球隊隊員共計六年，並在2007年參與亞洲青棒錦標賽獲得大會MVP。彭賢庭由於右肩受傷，現已從球員退役從商，經營連鎖韓式料理，並與友人合夥設立阿拉丁棒球學院，提供棒球訓練場地。

## 相關網站
- 彭賢庭在台灣棒球維基館上的頁面（繁體中文）